# ابن دهاق
أبو إسحاق بن دهاق المعروف بـابن المرأة (ت 611هـ = 1214م) عالم مسلم في التفسير، والفقه، والتاريخ، والحديث، وعلم الكلام. سكن مالقة (الأندلس) دهراً طويلاً، وكان يتجر بسوق الغزل، ثم انتقل إلى مرسية، باستدعاء المحدث أبي الفضل المرسي، والقاضي أبي بكر بن محرز، وقرأ بها علم الكلام وكانت العامة حزبه.